# Druck (Duitse internetserie)
Druck is een Duitse jongerenweb- en televisieserie over het leven en de problemen van jongeren. Het is de Duitse bewerking van de Noorse originele serie Skam. Het succesvolle format is al aangepast in tal van landen zoals Frankrijk, Italië, Spanje, Nederland, België en de VS. Het Duitse online media-aanbod Funk, dat zich richt op een jonge doelgroep tussen de 14 en 29 jaar, publiceert de serie sinds maart 2018 op het sociale mediaplatform YouTube. De serie werd genomineerd voor zowel de 55e Grimme Prijs 2019 als de 56e Grimme Prijs 2020 in de categorie Kinderen & Jeugd.

## Concept en inhoud
Druck vertelt over het leven rond de jonge vrouwen Hanna, Mia, Kiki, Amira en Sam op het Barnim-Gymnasium in Berlijn en gaat over alledaagse en actuele onderwerpen als vriendschap, liefde en de zoektocht naar de eigen identiteit. Elk seizoen behandelt een eerder geïntroduceerd personage als het hoofdpersonage en vertelt het verhaal vanuit hun oogpunt.
De serie wordt op een voorheen onbekende manier door Funk uitgegeven. Terwijl de hele afleveringen meestal op vrijdag online gaan, worden individuele stukken uit deze afleveringen gedurende de week als clips beschikbaar gesteld. Aan het begin van de clips, die geen uniforme looptijden hebben, worden opvallende gele letters weergegeven, die de tijd beschrijven, d.w.z. de dag van de week en de tijd. De kijkers kunnen de personages ook volgen op Instagram en meer te weten komen over de plot. Ook de WhatsApp-chats van de personages worden online gezet.
Het eerste seizoen gaat over Hanna en begon op 19 maart 2018 met de eerste clips uit het studentenleven. Nadat Hanna de partner van haar beste vriendin heeft geplaagd, zit ze plotseling zonder vrienden op school en wordt ze vijandig en gemarginaliseerd door haar voormalige kliek. Ook de relatie met haar vriend Jonas heeft hier last van. Hanna vindt eindelijk een stop bij een nieuwe groep vrienden.
Het tweede seizoen gaat over Mia, een goede vriendin van Hanna. Mia is feministe en heeft daarom weinig oog voor de arrogante Alexander Hardenberg, die een slechte invloed uitoefent op haar vriendin Kiki. Nadat Mia Alex vraagt om de relatie met Kiki te beëindigen, leert ze een andere kant van Alex kennen en ontwikkelt langzaam gevoelens voor hem, wat op zijn beurt de vriendschap met Kiki in gevaar brengt. De eerste clips voor het tweede seizoen werden uitgebracht op 17 december 2018.
Het derde seizoen vertelt voor het eerst over de emotionele wereld van de mannelijke personages. Terwijl de kliek rond de nieuwe hoofdpersoon Matteo zich voorbereidt op de Abitur, verwarren vriendschappen, seks en de eerste grote liefde hen. Dit seizoen gaat het over homoseksualiteit en Matteo's geheime relatie met David, die zijn eigen geheim heeft. De eerste single clip voor het derde seizoen werd uitgebracht op 9 maart 2019.
Het vierde seizoen gaat over Amira Mahmood. Voor de vrome moslima is religie het belangrijkste in het leven. Maar wanneer ze voor de eerste keer verliefd wordt, rijzen er nieuwe vragen die haar vorige wereld door elkaar schudden. De eerste aflevering van het vierde seizoen toont de diploma-uitreiking van de personages en werd uitgebracht tussen 8 en 14 juni 2019. De tweede aflevering volgde met een pauze van ongeveer een maand met de eerste clip op 27 juli 2019.
Een ander seizoen werd aangekondigd op 24 december 2019 voor de zomer van 2020. Op 10 augustus 2020 werd bekend dat het seizoen op 20 september 2020 zou beginnen. De focus van het vijfde seizoen is de 16-jarige Nora Machwitz. Ze is het jongste zusje van Kiki, die de DRUCK-fans al kennen van de eerste vier seizoenen. Nora is net klaar met de middelbare school met haar een jaar oudere zus Zoe en wil gewoon een normale tiener zijn. Maar de nieuwe levensfase, die de twee beste jaren van haar leven zouden moeten zijn, lijkt niet onder een gelukkige ster te vallen.
Op 1 september 2020 bevestigde Lukas von Horbatschewsky in zijn Instagram-livestream dat een zesde seizoen in de voorbereidingsfase zit, die zonder aankondiging vooraf op 13 december 2020 van start ging met Fatou als nieuwe hoofdpersoon.

## Afleveringen
De hier gegeven lijst komt overeen met de publicatiefrequentie op funk.net of YouTube (beschikbaar in Duitsland).

### Seizoen 1
Het eerste seizoen bestaat uit tien afleveringen, de relatie tussen Hanna, de hoofdpersoon van het seizoen, en haar vriend Jonas staat centraal.
| Nr. (in serie) | Nr. (in seizoen) | Titel aflevering                 | Uitzenddatum  | Lengte     |
| -------------- | ---------------- | -------------------------------- | ------------- | ---------- |
| 1              | 1                | Liebe ist alles                  | 23 maart 2018 | 18 minuten |
| 2              | 2                | Wir alle zusammen                | 30 maart 2018 | 14 minuten |
| 3              | 3                | Freunde                          | 6 april 2018  | 13 minuten |
| 4              | 4                | Die Party ist vorbei             | 20 april 2018 | 11 minuten |
| 5              | 5                | Vorfreude                        | 27 april 2018 | 18 minuten |
| 6              | 6                | Fick dich!                       | 4 mei 2018    | 18 minuten |
| 7              | 7                | Einmal Schlampe, immer Schlampe! | 18 mei 2018   | 23 minuten |
| 8              | 8                | Blutige Drohung                  | 25 mei 2018   | 25 minuten |
| 9              | 9                | Abstürze                         | 1 juni 2018   | 19 minuten |
| 10             | 10               | Partyhelden                      | 1 juni 2018   | 30 minuten |

### Seizoen 2
Het tweede seizoen bestaat uit tien afleveringen en heeft Mia Winter als nieuwe hoofdpersoon.
| Nr. (in serie) | Nr. (in seizoen) | Titel aflevering             | Uitzenddatum     | Lengte     |
| -------------- | ---------------- | ---------------------------- | ---------------- | ---------- |
| 11             | 1                | Jungs sind scheiße!          | 21 december 2018 | 22 minuten |
| 12             | 2                | Brüste, Fatshaming und Kakao | 28 december 2018 | 27 minuten |
| 13             | 3                | Mach mit ihr Schluss!!!      | 4 januari 2019   | 23 minuten |
| 14             | 4                | Die schönste Frau der Welt   | 11 januari 2019  | 33 minuten |
| 15             | 5                | Der Abi Chaker Clan          | 25 januari 2019  | 28 minuten |
| 16             | 6                | Perfectly Wrong              | 1 februari 2019  | 22 minuten |
| 17             | 7                | Panikherz                    | 8 februari 2019  | 30 minuten |
| 18             | 8                | Ghost Girl                   | 15 februari 2019 | 18 minuten |
| 19             | 9                | Keine Angst! #MeToo          | 22 februari 2019 | 34 minuten |
| 20             | 10               | Liebst du mich?              | 1 maart 2019     | 30 minuten |

### Seizoen 3
Het derde seizoen bestaat uit tien afleveringen en heeft Matteo Florenzi als nieuwe hoofdpersoon.
| Nr. (in serie) | Nr. (in seizoen) | Titel aflevering        | Uitzenddatum  | Lengte     |
| -------------- | ---------------- | ----------------------- | ------------- | ---------- |
| 21             | 1                | Einfach abhauen!        | 15 maart 2019 | 21 minuten |
| 22             | 2                | Joints & Sandwiches     | 22 maart 2019 | 23 minuten |
| 23             | 3                | Neon-Schmetterlinge     | 29 maart 2019 | 21 minuten |
| 24             | 4                | Unter Wasser            | 5 april 2019  | 21 minuten |
| 25             | 5                | Ich bin nicht schwul    | 12 april 2019 | 20 minuten |
| 26             | 6                | Das Wichtigste im Leben | 19 april 2019 | 25 minuten |
| 27             | 7                | Zusammen oder allein?   | 26 april 2019 | 26 minuten |
| 28             | 8                | Outing                  | 3 mei 2019    | 21 minuten |
| 29             | 9                | Liebe                   | 10 mei 2019   | 22 minuten |
| 30             | 10               | Unsere Zeit ist jetzt   | 17 mei 2019   | 23 minuten |

### Seizoen 4
Het vierde seizoen bestaat uit tien afleveringen en behandelt Amira Mahmood als de nieuwe hoofdpersoon. De eerste aflevering van het vierde seizoen werd ongebruikelijk meer dan een maand uitgebracht voor de resterende negen afleveringen van het seizoen. Vanwege het karakter van het realtime verhaal van de serie, diende deze afwijking van de anders gebruikelijke wekelijkse publicatiecyclus voor de serie om de diploma-uitreiking van de hoofdrolspelers te kunnen vertellen. Ook vond de symbolische overgang tussen de hoofdpersonen van seizoen 3 en seizoen 4 plaats.
| Nr. (in serie) | Nr. (in seizoen) | Titel aflevering              | Uitzenddatum      | Lengte     |
| -------------- | ---------------- | ----------------------------- | ----------------- | ---------- |
| 31             | 1                | Der Abiball!                  | 14 juni 2019      | 21 minuten |
| 32             | 2                | Die Frau mit dem kalten Blick | 26 juli 2019      | 17 minuten |
| 33             | 3                | Herzklopfen                   | 2 augustus 2019   | 22 minuten |
| 34             | 4                | Das erste Date                | 9 augustus 2019   | 29 minuten |
| 35             | 5                | Gebrochene Herzen             | 16 augustus 2019  | 24 minuten |
| 36             | 6                | Eskalation                    | 23 augustus 2019  | 25 minuten |
| 37             | 7                | Du bist wie du bist           | 30 augustus 2019  | 22 minuten |
| 38             | 8                | Verliebt                      | 6 september 2019  | 30 minuten |
| 39             | 9                | Hör auf dein Herz!            | 13 september 2019 | 33 minuten |
| 40             | 10               | Alles ist Liebe               | 22 september 2019 | 35 minuten |

### Seizoen 5
Op 24 december 2019 werd een vijfde seizoen aangekondigd voor de zomer van 2020. Op 12 april werd bevestigd dat dit een nieuwe generatie is, met Nora Machwitz op de voorgrond. Het vijfde seizoen bestaat uit tien afleveringen.
| Nr. (in serie) | Nr. (in seizoen) | Titel aflevering     | Uitzenddatum      | Lengte     |
| -------------- | ---------------- | -------------------- | ----------------- | ---------- |
| 41             | 1                | Alles neu!           | 25 september 2020 | 27 minuten |
| 42             | 2                | Angriff              | 2 oktober 2020    | 21 minuten |
| 43             | 3                | Stalker              | 9 oktober 2020    | 27 minuten |
| 44             | 4                | Kalte Küsse          | 16 oktober 2020   | 28 minuten |
| 45             | 5                | Ende und Anfang      | 23 oktober 2020   | 32 minuten |
| 46             | 6                | Unterdruck           | 30 oktober 2020   | 24 minuten |
| 47             | 7                | Ich fühle nichts     | 6 november 2020   | 21 minuten |
| 48             | 8                | Absturz              | 13 november 2020  | 27 minuten |
| 49             | 9                | Du bist nicht allein | 20 november 2020  | 34 minuten |
| 50             | 10               | Fühlen               | 27 november 2020  | 40 minuten |

### Seizoen 6
Op 13 december 2020 werd zonder aankondiging de eerste clip voor het 6e seizoen uitgebracht, waarin ook werd bevestigd dat het over Fatou Jallow ging. Het zesde seizoen bestaat uit tien afleveringen.
| Nr. (in serie) | Nr. (in seizoen) | Titel aflevering          | Uitzenddatum     | Lengte     |
| -------------- | ---------------- | ------------------------- | ---------------- | ---------- |
| 51             | 1                | Neue Galaxien             | 18 december 2020 | 20 minuten |
| 52             | 2                | Gay Silence               | 25 december 2020 | 23 minuten |
| 53             | 3                | Supernova                 | 1 januari 2021   | 26 minuten |
| 54             | 4                | Du bist fake              | 8 januari 2021   | 19 minuten |
| 55             | 5                | Ich bin nicht gut genug   | 15 januari 2021  | 22 minuten |
| 56             | 6                | Schwerelos                | 22 januari 2021  | 28 minuten |
| 57             | 7                | Einfach vergessen         | 29 januari 2021  | 24 minuten |
| 58             | 8                | Lichtjahre entfernt       | 5 februari 2021  | 21 minuten |
| 59             | 9                | Der Antrag                | 12 februari 2021 | 26 minuten |
| 60             | 10               | Bis in die Unendlichkeit? | 20 februari 2021 | 28 minuten |

### Seizoen 7
Het zevende seizoen bestaat uit tien afleveringen en heeft Isi Inci als hoofdpersoon.
| Nr. (in serie) | Nr. (in seizoen) | Titel aflevering      | Uitzenddatum     | Lengte     |
| -------------- | ---------------- | --------------------- | ---------------- | ---------- |
| 61             | 1                | Alles ist verzaubert  | 29 oktober 2021  | 21 minuten |
| 62             | 2                | Friendzone?           | 5 november 2021  | 24 minuten |
| 63             | 3                | Fühlst du es?         | 12 november 2021 | 23 minuten |
| 64             | 4                | Too much!             | 19 november 2021 | 20 minuten |
| 65             | 5                | Wir sind anders       | 26 november 2021 | 21 minuten |
| 66             | 6                | Nur ein Kuss          | 3 december 2021  | 17 minuten |
| 67             | 7                | Wer willst du sein?   | 10 december 2021 | 22 minuten |
| 68             | 8                | Love is Pain          | 17 december 2021 | 19 minuten |
| 69             | 9                | Mehr als Freundschaft | 24 december 2021 | 24 minuten |
| 70             | 10               | BE YOURSELF!          | 31 december 2021 | 28 minuten |

### Seizoen 8
Op 13 januari 2022 werd een achtste seizoen aangekondigd voor het voorjaar van 2022. Op 17 februari werd bekend dat het seizoen Mailin Richter als hoofdpersoon zou hebben.
| Nr. (in serie) | Nr. (in seizoen) | Titel aflevering       | Uitzenddatum  | Lengte     |
| -------------- | ---------------- | ---------------------- | ------------- | ---------- |
| 71             | 1                | Kein kitschiger Scheiß | 29 april 2022 | 20 minuten |
| 72             | 2                | Hirn gegen Herz        | 6 mei 2022    | 24 minuten |
| 73             | 3                | Der erste Kuss         | 13 mei 2022   | 21 minuten |
| 74             | 4                | On Fire                | 20 mei 2022   | 21 minuten |
| 75             | 5                | So wie du bist         | 27 mei 2022   | 20 minuten |
| 76             | 6                | Chaos                  | 3 juni 2022   | 15 minuten |

## Ontvangst

### Prijzen
- Grimme-Prijs
  - 2019: Nominatie in de categorie Kinder & Jugend[1]
  - 2020: Nominatie in de categorie Kinder & Jugend[2]
- Deutscher Kamerapreis
  - 2020: Nominatie voor aflevering 29 - Liebe in de categorie Fernsehfilm / Serie voor Johannes Praus[8]
- Deutscher Fernsehpreis
  - 2020: Nominatie in de categorie Beste Drama-Serie[9]

### Beoordelingen
De serie zorgde vanaf het begin over het algemeen voor een positief beeld. Binnen twee jaar ontving het YouTube-account van de serie ongeveer 80 miljoen Duitse views. Echter, vanwege Geoblocking kunnen alle afleveringen van Druck niet buiten Duitsland (inclusief Nederland en België) bekeken worden.
Nora Voit van Die Zeit beschrijft de verhalende vorm van de serie met behulp van korte clips in realtime als "radicaal hedendaags" en ziet de subtekst van de scènes zo elegant ingebed dat geen enkele jongere de poging zou moeten vinden om hun realiteit af te schilderen als crierig , dat wil zeggen uiterst oncomfortabel. In Druck zijn adolescenten waarschijnlijk moslim, gekleurd of homoseksueel - zonder permanent moreel verlicht te worden.
De serie-expert Vanessa Schneider van de jongerenzender BR Puls vindt het goed dat de serie is losgebroken van het script van het Noorse origineel, omdat volgens regisseur Pola Beck niet alle verhaallijnen één-op-één uit Noorwegen kunnen worden overgebracht. naar Duitsland: “Het roken van wiet is bijvoorbeeld Niets bijzonders hier in Duitsland, de jongeren hebben er toegang toe. In Noorwegen is het heel belangrijk dat het vriendje van de hoofdpersoon wiet begint te roken. Het zou belachelijk zijn om hier in Duitsland te zeggen: Oh God, mijn vriend rookt! Ze zouden zeggen wat er met je aan de hand is, is dat nu een leerzame maatregel? ”Omdat er een samenhangend, crossmediaal serie-universum ontstaat door alle kanalen tegelijk af te spelen, is de productie ook bijzonder veeleisend in vergelijking met normale series.
Bij Deutschlandfunk Kultur wenste Yannic Hannebohn dat er een serie als deze was geweest toen hij op school zat. Druck filmt de problemen van Generation Z en onderhandelt over conflicten zoals: "Houdt hij van me?", "Zal ik mijn Abitur doorgeven?", "Wat moet ik doen als mijn beste vriend honger lijdt om een paar pondjes?” Het werken met visuele elementen en geselecteerde popmuziek becommentariëren ook veel scènes beter dan de dialogen van de jongeren.
In Der Spiegel schrijft Elisa von Hof dat "Druck" zoveel goed deed dan bijna elke andere Duitse serie voor jongeren. "Het voelt alsof het verhaal echt is", zei een opmerking die ook waar was. In plaats van stuiptrekkende "YOLO's" en een beetje "Chillen", gaat het format - altijd gevoelig en gedifferentieerd - over feminisme, seksuele en genderidentiteiten en racisme. Dat "Druck" de wereld van de hedendaagse jeugd zo goed heeft gevolgd, is te zien in elke popculturele referentie, in elke hoodie, in elk paar versleten bestelwagens, in "Bares für Rares", waar de personages naar kijken door de manier en dat is echt een hit onder tieners worden, en in de prachtige soundtrack. Het is geweldig dat er in een jeugdserie rekening wordt gehouden met diversiteit en dat verschillende lichamen en afkomsten, religies, milieus en familieopstellingen heel natuurlijk worden getoond zonder ze altijd aan te spreken.